# Günter K. Koschorrek
Günter K. Koschorrek (* 1923 in Gelsenkirchen) ist ein ehemaliger deutscher Soldat der 24. Panzer-Division im Zweiten Weltkrieg und Autor eines Erlebnisberichts Vergiss die Zeit der Dornen nicht, in dem er mit dem zeitlichen Abstand von etwa 50 Jahren auf Basis eigener Aufzeichnungen, wie er erklärte, seine Kriegserlebnisse in Stalingrad festhielt.

## Leben
Im Alter von neun Jahren zog Günter Koschorrek mit seiner Familie in die ostpreußische Heimat seiner Familie. Dort legte er die Mittlere Reife ab und besuchte eine Handelsschule und half im Geschäft seiner Mutter mit. Anschließend besuchte er die Motorsport-Schule Itzehoe, um militärische Führerscheine zu erlangen. Im Februar 1942 wurde er zur Wehrmacht eingezogen und bis Oktober im ostpreußischen Insterburg ausgebildet. Daraufhin kam er in der kämpfenden Truppe 1. Kavallerie-Division/24. Panzer-Division in der Schlacht von Stalingrad zum Einsatz. Der damals 19-jährige Koschorrek wurde als MG-Schütze eingesetzt und entkam mit seiner Einheit kurz vor Weihnachten 1942 aus dem Kessel. Im April 1945 kam er verwundet in das Lazarett in Marienbad. Ende Juni wurde er dann dort aus amerikanischer Kriegsgefangenschaft entlassen. Nach dem Krieg arbeitete Koschorrek in der Wirtschaft. Nach dem Auffinden seiner Kriegsaufzeichnungen im Jahr 1995 verfasste er das Buch „Vergiss die Zeit der Dornen nicht“, wofür er 1996 vom WDR ausgezeichnet wurde.

## Erlebnisbericht, Kritik und Einordnung
In seinem Buch stellt Koschorrek unter anderem die Behauptung auf, sowjetische Truppen hätten an der eigenen, der Kollaboration mit dem Feind beschuldigten Zivilbevölkerung Massaker verübt, deren Zeuge der Autor beim Rückzug der deutschen Truppen vom Fluss Inhul nach Wosnessensk am südlichen Bug (Oblast Mykolajiw, Ukraine) im März 1944 gewesen zu sein angibt. Diese Gräueltaten sollen laut Koschorrek den deutschen Truppen angelastet worden sein. Von derartigen Vorfällen ist in keiner anderen Quelle die Rede, allerdings war etwa zum Zeitpunkt der Erscheinung von Koschorreks Buch unter anderem bei Franz W. Seidler von einem Stalinbefehl die Rede, demzufolge sowjetische Kommandos unter anderem als Deutsche verkleidet an der eigenen Bevölkerung Massaker verüben sollten (sogenannter „Fackelmänner-Befehl“ vom 27. November 1941). Nachforschungen der Historiker Christian Hartmann und Jürgen Zarusky ergaben, dass es sich bei dieser Version des genannten Stalin-Befehls um eine Fälschung handelte. In dem tatsächlichen Befehl ging es nur um die Vernichtung von Behausungen, um den deutschen Invasoren Überwinterungsmöglichkeiten zu nehmen. Koschorrek behauptet ferner, Leichen ermordeter Zivilisten beim vorgeblichen Massaker von Nemmersdorf gesehen zu haben, wobei seine Schilderungen denjenigen der seinerzeitigen NS-Propaganda entsprechen.

## Werk
- Vergiss die Zeit der Dornen nicht. Zwischen Ritterkreuz und Holzkreuz als Landser der Wehrmacht in Rußland 1942–1945. Mit einem Vorwort von Georg Leber. Mainz: v. Hase und Koehler 1998.[5] ISBN 978-3-7758-1375-4